# Ignacio Allende
Ignacio María José de Allende y Unzaga (ur. 21 stycznia 1769 w San Miguel de Allende, zm. 26 czerwca 1811 w Chihuahua) – meksykański wojskowy, przywódca niepodległościowy, mason.

## Biografia
Ignacio Allende urodził się 21 stycznia 1769 w San Miguel de Allende w Nowej Hiszpanii. Jego ojcem był kupiec Domingo Narciso de Allende Y Ayerdy, a matką Maria Ana de Unzaga. W 1802 wstąpił do armii hiszpańskiej. W latach 1809–1810 był członkiem sprzysiężenia niepodległościowego. Po 1810 jeden z głównych dowódców w walkach z Hiszpanami. W 1811 trafił do niewoli. Został rozstrzelany 26 czerwca 1811 w Chihuahua.
W 2010 z okazji dwustulecia niepodległości Meksyku Bank Meksyku wyemitował upamiętniającą go monetę okolicznościową o nominale 5 peso.